# Arboretum Mlyňany
Arboretum Mlyňany (celým slovenským názvem Arborétum Mlyňany Slovenskej akadémie vied) je chráněný areál na území obcí Tesárske Mlyňany a Vieska nad Žitavou v Nitranském kraji na Slovensku. Jde o nejvýznamnější dendrologický park na Slovensku, roste v něm kolem 2300 druhů dřevin.

## Historie

### Založení arboreta
Park byl založen v roce 1892 šlechticem Štefanem Ambrózym, který svatbou s Antonií Migazzi získal část panství v Mlyňanech, k němuž přikoupil dubohabřinu u obce Vieska nad Žitavou. Na jeho okraji nechal postavit neoklasicistní zámeček (dokončen v roce 1894, věž v roce 1905) a okolí postupně přebudoval na park. Z původního lesa se zachovaly porosty v okrajových částech parku. Rozloha činila původně asi čtyřicet hektarů.

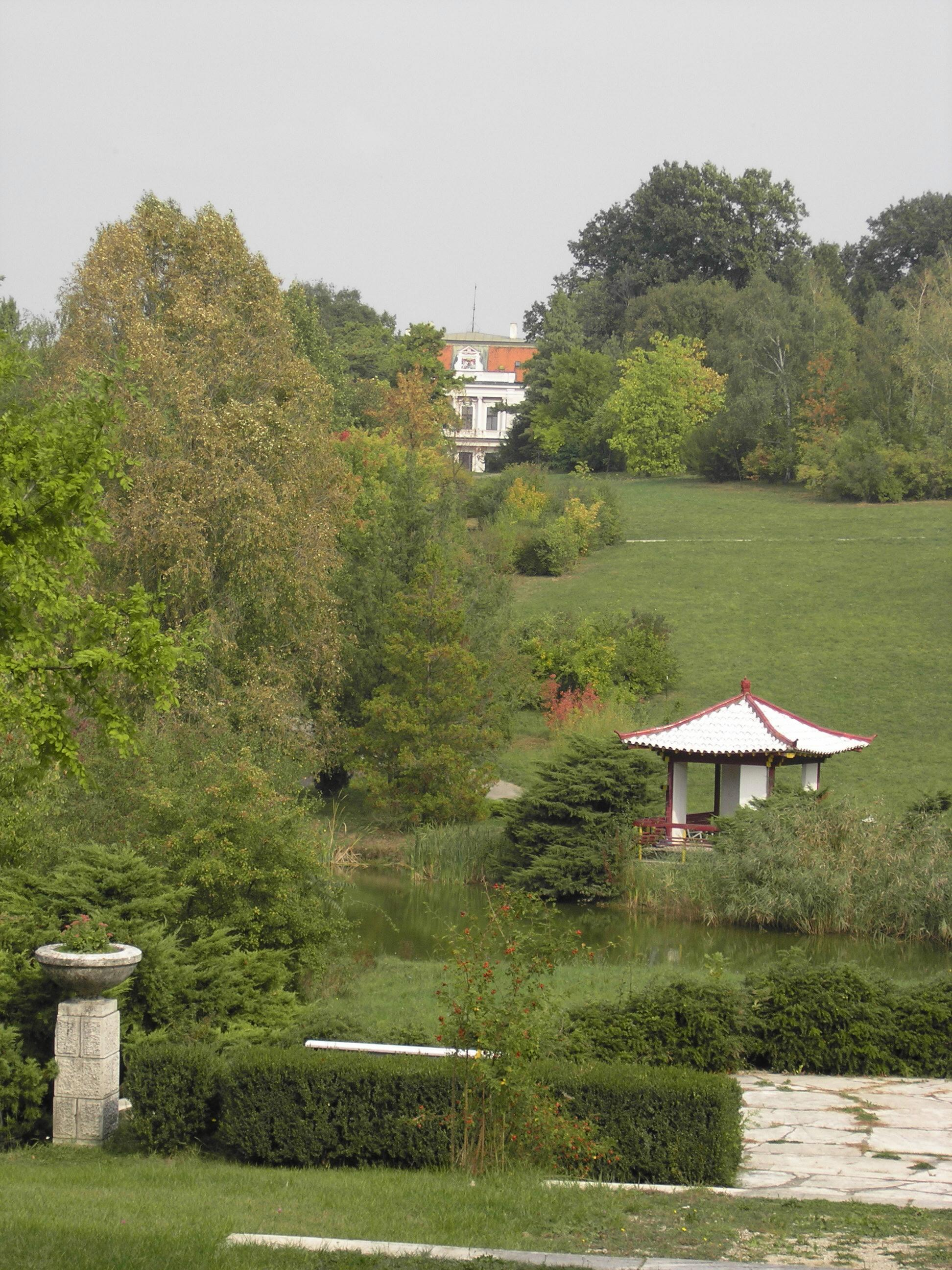
Východoasijská plocha

Po zemních pracích (terasy pod zámečkem) probíhala nejintenzivnější výsadba v letech 1905 až 1910. Ambrozy měl kontakt s řadou evropských dendrologů a použil zejména dřeviny původně ze Severní Ameriky a Východní Asie již částečně adaptované ve školkách v Západní Evropě. Zaměřil se zejména na introdukci stálozelených rostlin. Jeho zásadou bylo sadit rostliny pohromadě, aby napodobovaly přirozená společenství, odmítal umělé výsadby podle geometrických plánů, nekladl důraz na dekorativní vzhled.

### Rozvoj v době ČSR

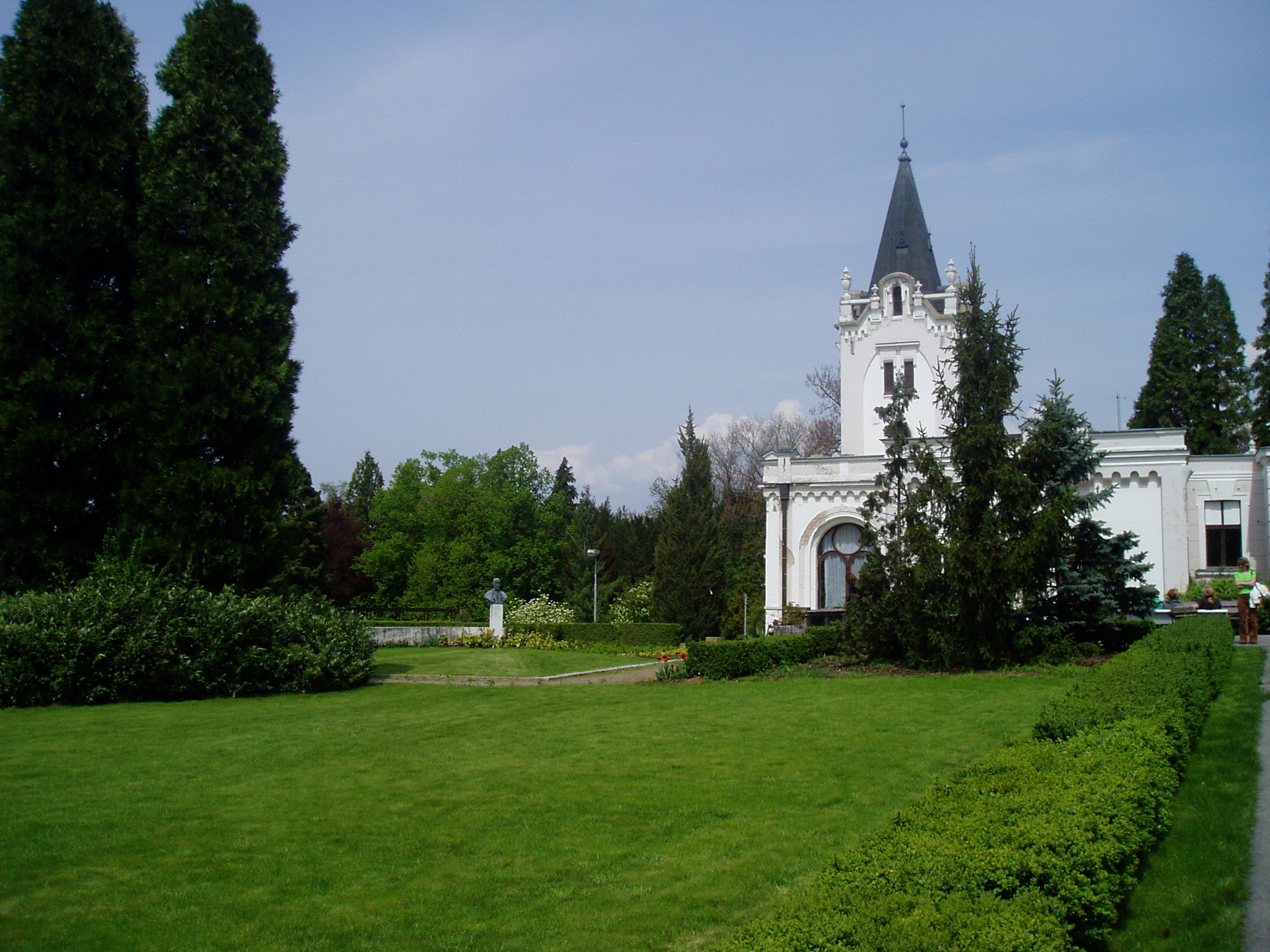
Kaštel

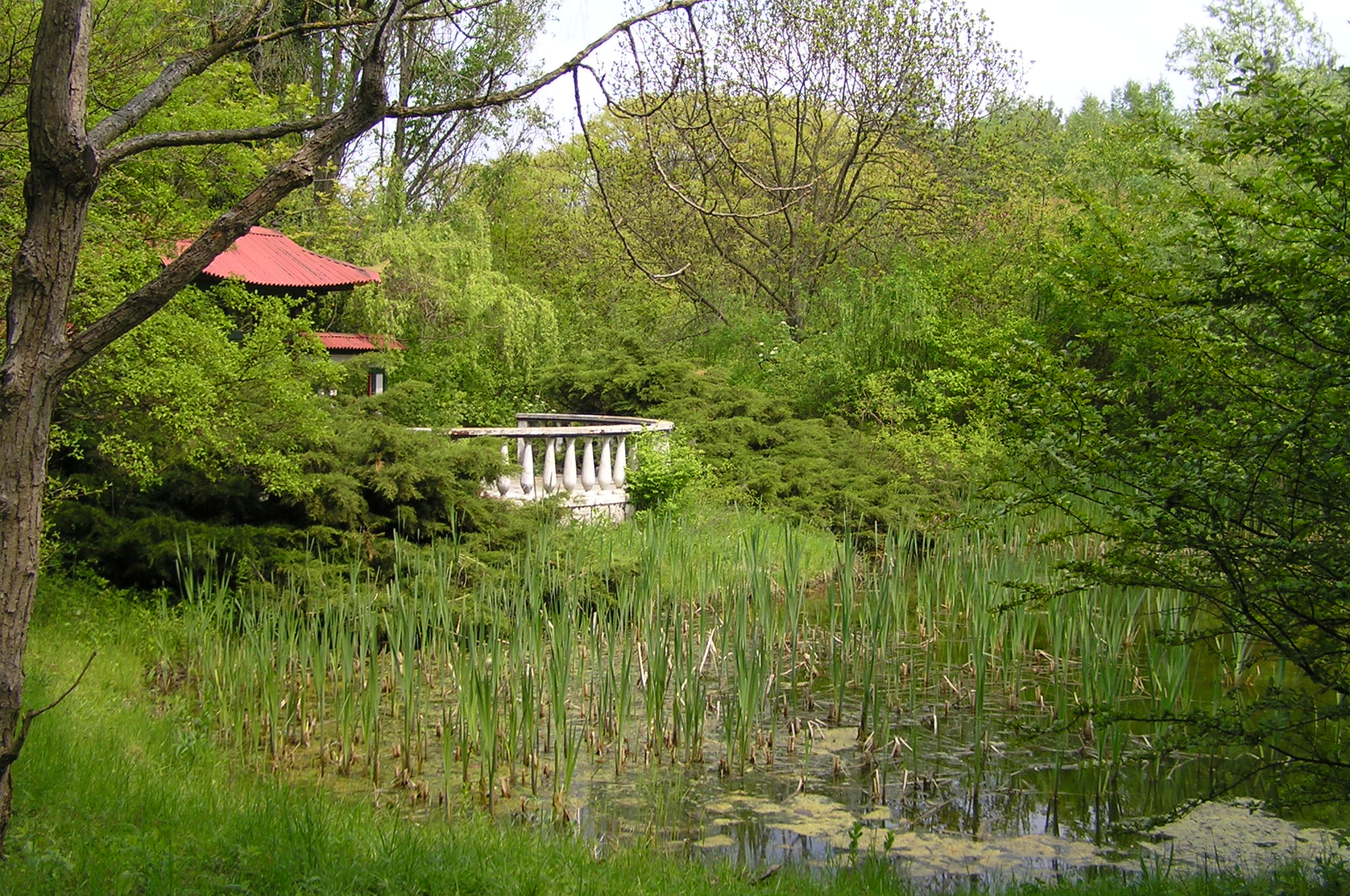
Pagoda u čínského jezírka

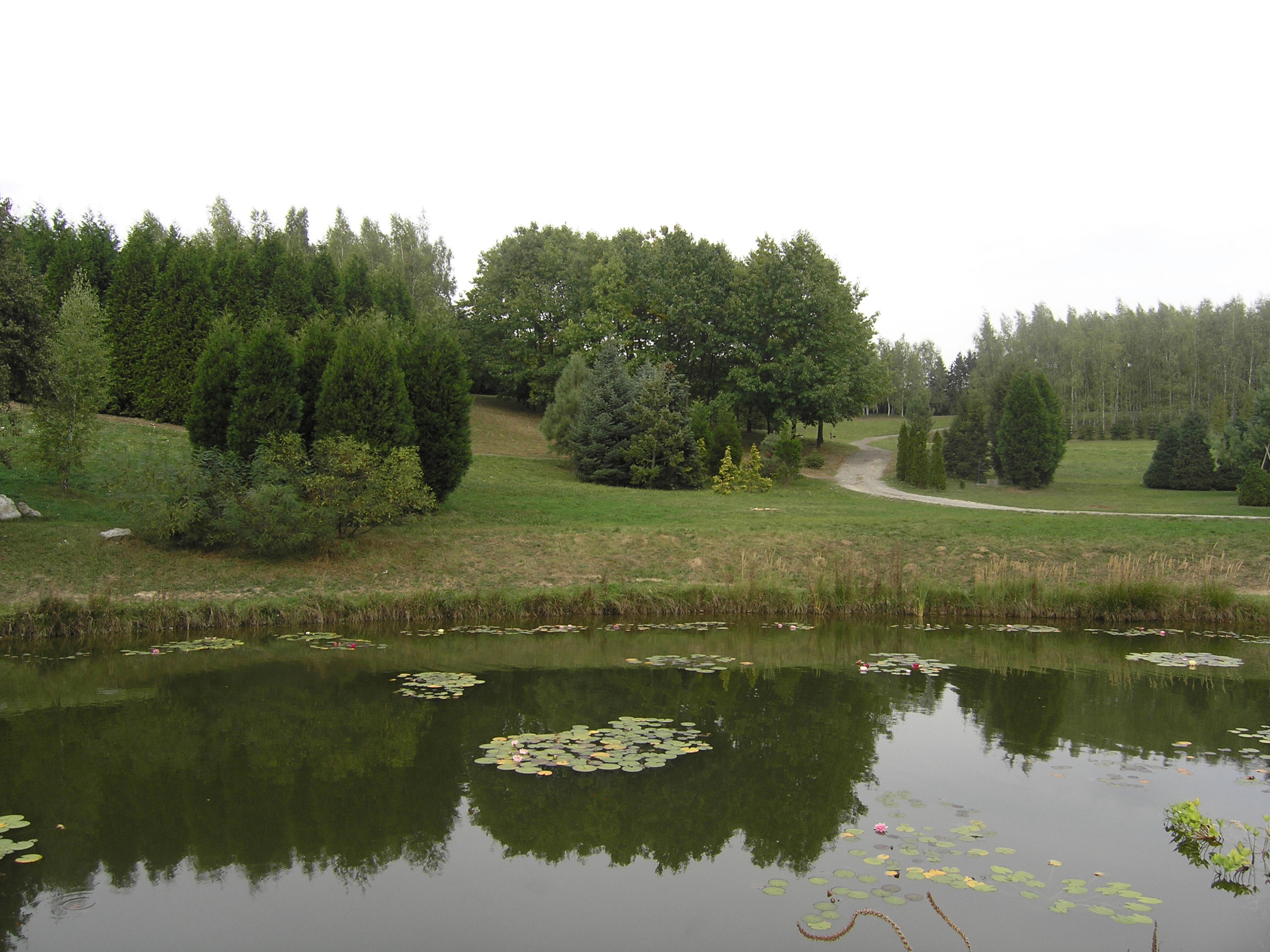
Severoamerická plocha

Významnou měrou se o rozvoj arboreta zasloužil také zahradník Jozef Mišák, kterému Ambrózy předal park v roce 1914, když opustil Mlyňany. Ve dvacátých letech Jozef Mišák s Karlem Dominem provedli podrobnou inventarizaci všech taxonů a výsledky publikovali v odborných časopisech. Díky tomu se arboretum stalo mezi odborníky v Evropě uznávaným. V zimě 1928/1929 silné mrazy až −32 ˚C vážně poškodily řadu stromů, zejména díky Mišákovi však park přežil. Od roku 1931 byl správcem zahradník Jozef Richtár. Ten usiloval o přechod arboreta pod státní správu, k němuž došlo v roce 1947. Dne 30. května 1951 bylo vyhlášeno přírodní rezervací.

### Arboretum jako součást Slovenské akademie věd
Od roku 1953 přešlo pod správu Slovenské akademie věd. Pod vedením dendrologa Františka Benčatiho se park transformoval ve vědecko-vzdělávací instituci. Rozeběhla se fenologická pozorování a Index seminum, který umožnil formou bezplatné výměny semen spolupráci s dalšími ústavy. Dokončila se také laboratoř pro fyziologii a anatomii rostlin. František Benčať podnikl několik cest (v padesátých letech do Bulharska a na černomořské pobřeží Sovětského Svazu), vrcholem byla expedice do Číny v roce 1960. Ta vedla od severu Číny až na hranici subtropů. Část získaného materiálu byla znehodnocena opožděním zásilky, přesto však zůstalo velké množství semen. Výsledkem cesty bylo vybudování Experimentální plochy čínské dendroflóry od roku 1969, kdy byly první rostliny vypěstované ze semen připraveny k výsadbě (projekt Ivana Tomašky). Tato se po dalších cestách (např. expedice do Střední Asie v roce 1964) rozšířila na Plochu východoasijské dendroflóry o rozloze čtrnáct hektarů. V osmdesátých letech byl park po uvolnění zemědělských pozemků rozšířen o Plochu severoamerické dendroflóry. Další expedice směřovaly do Severokorejské republiky (v letech 1982, 1983 a 1985) a stály na začátku budování Plochy korejské dendroflóry. Dosud poslední částí je Plocha slovenské dendroflóry zahrnující dřeviny od nízkých poloh po vysokohorské polohy. Oficiální název se od roku 1947 několikrát měnil, současné pojmenování je používáno od roku 1994.

## Přírodní poměry
Leží v Žitavské pahorkatině východně od obcí Tesárske Mlyňany a Vieska nad Žitavou (příjezd od Viesky nad Žitavou). Mírné podnebí umožnilo po aklimatizaci pěstování řady stálozelených rostlin původem z teplejších klimatických oblastí.
Rozloha chráněného areálu měří 61,15 hektaru.

### Struktura území
- Ambrozyho park – nejstarší část kolem Ambrozyho kaštelu v oblasti původního dubovo-habrového lesa, rozloha 40 ha
- Východoasijská plocha – od roku 1960, rozloha 14 ha
- Severoamerická plocha – rozloha 7,5 ha
- Korejská plocha – rozloha 5,5 ha
- Plocha slovenské dendroflóry – od roku 1992 vznikla na části původního Ambrozyho parku, rozloha 4 ha